# Borna (bantoid jezik)
Borna jezik (ISO 639-3: bxx), ime dano za jedan jezik čije je postojanje sumnjivo (1982 J. Ellington) ili je identičan jeziku boma [boh] iz iste države u provinciji Bandundu.
Vodi se kao neklasificirani jezik južnobantoidske skupine, nigersko-komgoanska porodica. Broj govornika se ne navodi.

## Vanjske poveznice
- Ethnologue (14th)
- Ethnologue (15th)